# Бойе, Бетти
Бетти Бойе (фин. Betty Natalie Boije af Gennäs, 14 февраля 1822 — 14 ноября 1854) — финская оперная певица (альт).

## Биография
Бетти Бойе родилась в Якобстаде (Пиетарсаари) в 1822 г. Она и её родная сестра пианистка Вильгельмина Бойе были дворянского происхождения из старинного богемского рода Бойе, выросли в Финляндии. Их отцом был Клас Отто Бойе — мастер верховой езды и администратор таможни в Бьёрнеборге (Пори), матерью — Марианна Хорн аф Рантциен.
Бетти училась музыке у шведского композитора и учителя пения Исидора Даннстрёма. Впервые она выступила в 1847 году в Обу (Турку) в Танкреде Россини. В дальнейшем она выступала в Гельсингфорсе, Ревеле, Санкт-Петербурге. В 1849 г. она переехала в Швецию и впервые выступила в Стокгольме. Бетти стала одной из молодых звёзд Королевской оперы сезона 1850—1851 гг. Она была первой дворянкой, выступавшей на оперной сцене: обычно певцы и певицы были неблагородного происхождения.
Бетти Бойе великолепно исполняла роль Нэнси в опере «Марта» Фридриха фон Флотова, с которой имела большой успех. Другой её успешной ролью был Керубино в «Свадьбе Фигаро» Моцарта. Однако Бетти оставила оперу и в дальнейшем выступала сама с концертной деятельностью.
В 1853 г. Бетти вышла замуж за своего учителя музыки Исидора Даннстрёма. В том же году она вместе с мужем, сестрой Вильгельминой и Луизой Микаэли дала успешный концерт в Лондоне. Затем последовал тур по США, где она выступала с концертами в Вашингтоне и Нью-Йорке. Во время тура она заболела и скончалась по дороге на родину.